# Erna Berger
Erna Berger (Dresden, 19 de outubro de 1900 — Essen, 14 de junho de 1990) foi uma soprano leggero alemã de estilo em coloratura.
Juntamente com Frida Leider, Elisabeth Rethberg, Meta Seinemeyer, Tiana Lemnitz, Elisabeth Grummer, Hilde Gueden, Lotte Lehmann, Martha Mödl e Dame Elisabeth Schwarzkopf, que adornavam as fileiras dos mais proeminentes sopranos alemãs que eram ativos durante as décadas seguintes à Primeira Guerra Mundial. Foi muito requisitada pelos grandes maestros e orquestras de ópera como Wilhelm Furtwängler e Arturo Toscanini.
Nascida em Dresden, Alemanha, passou alguns anos em criança na Índia e na América do Sul. Viveu e mais tarde, trabalhou como balconista e professora de piano. Aos 26 anos de idade, foi capaz de garantir uma posição de soubrette soprano na Ópera Semper de Dresden.
Mais tarde, ocupou posições de liderança na Vienna State Opera, a Berlin State Opera, e na Deutsche Oper Berlin. Berger deu concertos no Japão, América e Austrália.
Da sua discografia fazem parte gravações completas de Die Zauberflöte (como a Rainha da Noite, conduzida por Sir Thomas Beecham, 1937-1938, para a EMI) e Rigoletto, com Jan Peerce e Leonard Warren, conduzido por Renato Cellini (1950), que foi a primeira gravação RCA Victor da ópera completa (com alguns cortes menores) feita nos Estados Unidos para a liberação comercial. É também a primeira ópera completa lançada em long-play (LP) registros.
Berger apareceu no Metropolitan Opera durante as temporadas 1949-1950 e 1950-1951, em Der Rosenkavalier (contracenando com Eleanor Steber e Stevens Rise, conduzida por Fritz Reiner e dirigido por Herbert Graf), Rigoletto (com Warren, e Enzo Mascherini), Die Zauberflöte, e Il barbiere di Siviglia (com Giuseppe Valdengo). Também cantou Woglinde e Waldvogel no Der Ring des Nibelungen, com Kirsten Flagstad Traubel Helen como Brünnhilde.
Como intérprete de Lieder, actuou com o pianista alemão Sebastian Peschko.
Aos 60 anos de idade, retirou-se do palco e ensinou como professora em Hamburg e Essen, onde morreu em 1990, foi enterrada no Cemitério Central de Viena. Em 1992 a Bästleinstraße em Dresden foi rebatizada como Erna-Berger-Strasse, em sua honra.